# Hypothyris moebiusi
Espèce
Synonymes
- Ceratinia moebiusi Haensch, 1903[2]

Hypothyris moebiusi est une espèce de papillons de la famille des Nymphalidae, de la sous-famille des Danainae et du genre Hypothyris.

## Systématique
L'espèce Hypothyris moebiusi a été décrite en 1903 par l'entomologiste allemand Richard Haensch sous le protonyme de Ceratinia moebiusi.

## Liste des sous-espèces
- Hypothyris moebiusi moebiusi ; Équateur
- Hypothyris moebiusi unicolora (Tessmann, 1928) ; Pérou
- Hypothyris moebiusi ssp ; Pérou[2].

## Description
Hypothyris moebiusi est un papillon à corps fin, d'une envergure d'environ 65 mm, aux ailes ailes à apex arrondi et aux ailes antérieures à bord interne concave. Les ailes antérieures sont orange à apex marron et bande jaune dentelée séparant l'apex marron du reste de l'aile orange avec quelques taches marron.  Les ailes postérieures sont orange avec une large plage marron à partir de l'angle anal très arrondi.
Le revers est semblable.

## Écologie et distribution
Hypothyris moebiusi est présent en Équateur et au Pérou.

### Protection
Pas de statut de protection particulier.

## Étymologie
Son épithète spécifique, moebiusi, lui a été donnée en l'honneur de Karl Möbius alors directeur du musée d'histoire naturelle de Berlin. 

## Publication originale
- (de) Rich. Haensch, « Die Ithomiinen (Neotropiden) meiner Ecuador-Reise », Berliner Entomologische Zeitschrift, Berlin, Nicolaische Verlags-Buchhandlung et R. Friedländer & Sohn (d), vol. 48,‎ 1903, p. 157-214 (ISSN 0863-1875, OCLC 7723931, lire en ligne).